# كارل بومانسون
كارل آغسط بومانسون عالم تاريخ و مأرشف فلندي. بين العام 1870 و 1883 كان الأمين عن المحفوظات في مقر المحفوظات الوطنية في فنلندا. من العام 1862 كان أستاذ مشارك في التاريخ لدى جامعة جامعة هلسنكي